# Allophryne
Allophryne Gaige, 1926 è un genere di anfibi anuri, presente nell'America meridionale. È l'unico genere appartenente alla famiglia Allophrynidae

## Descrizione
Sono simili nella loro forma generale alle raganelle della famiglia delle Ilidi, dalle quali si differenziano per avere le ultime falangi delle dita e dei piedi a forma di T, una caratteristica che si ritrova nelle rane di vetro (Centrolenidae), mentre le raganelle le hanno a forma di artiglio. Quando l'erpetologo G.K. Noble ha esaminato il genere Allophryne, ha suggerito che fosse strettamente legato alle Centrolenidae, ipotesi poi confermata da recenti studi filogenetici.

## Distribuzione e habitat
La famiglia è presente solo in sud America. 
Si tratta di specie semi-arboree, che passano del tempo sugli alberi, di altezza 1-3 m, e del tempo sul terreno.

## Tassonomia
La tassonomia di questo genere è stata molto controversa; è stato inserito da alcuni autori nelle Hylidae o da altri nei Bufonidae. Successivamente è stato considerato come sottofamiglia delle Centrolenidae per essere poi elevate al rango di famiglia strettamente imparentata con le stesse Centrolenidae. 
Comprende tre specie
- Allophryne relicta Caramaschi, Orrico, Faivovich, Dias, and Solé, 2013
- Allophryne resplendens Castroviejo-Fisher, Pérez-Peña, Padial, and Guayasami, 2012[8]
- Allophryne ruthveni Gaige, 1926